# Moors dwergblauwtje
Het Moors dwergblauwtje (Cupido lorquinii) is een vlinder uit de familie van de Lycaenidae. De wetenschappelijke naam is voor het eerst gepubliceerd in 1850 door Herrich-Schäffer.
De soort komt voor in Portugal, Zuid-Spanje, Marokko en Noord-Algerije.